# ГЕС С.Флоріано
ГЕС С.Флоріано (італ. S.Floriano) — гідроелектростанція на півночі Італії, яка використовує ресурс центральної частини гірського хребта Ф'ємме (Флеймстальські Альпи). Знаходячись після ГЕС Предаццо, становить нижній ступінь в каскаді на Авізіо (ліва притока Адідже, що впадає в Адріатичне море утворюючи спільну дельту із По).
Для роботи станції річку перекрили арковою бетонною греблею висотою 63 метри та довжиною 93 метри, на яку витратили 30 тис. м3 матеріалу. Вона утримує водосховище Stramentizzo об'ємом 11,5 млн м3 (корисний об'єм 10 млн м3) з площею поверхні 0,67 км2 та нормальним коливанням рівня між позначками 761 та 787 метрів НРМ. Від нього вода подається через водорозділ у долину Адідже по дериваційному тунелю довжиною 9,7 км та діаметром 3,6 метра. Після верхнього балансуючого резервуара об'ємом 9,6 тис. м3 тунель переходить у напірний водогін до машинного залу.
Зал споруджений у підземному виконанні та має розміри 75 × 15 метрів при висоті 13 метрів. Він обладнаний трьома турбінами типу Пелтон загальною потужністю 135 МВт, які при напорі у 562 метри забезпечують виробництво 480 млн кВт·год електроенергії на рік.
Відпрацьована вода по тунелю, а потім каналу довжиною 0,3 км відводиться до Адідже.